# مریم طوسی
مریم طوسی (زادهٔ ۱۴ آذر ۱۳۶۷) دوندهٔ دوهای سرعت است. او رکورددار دوهای ۱۰۰ متر، ۲۰۰ متر و ۴۰۰ متر زنان ایران است. طوسی دو مدال طلای قهرمانیِ داخل سالن آسیا در دو ۴۰۰ متر و سه مدال برنز در دوهای ۴ در ۴۰۰ متر امدادی و ۶۰ متر ستارگان آسیا را به‌دست آورده‌است. او به عنوان بهترین ورزشکار و بهترین ورزشکار اخلاق سال ۱۳۹۲ شناخته شده و فارغ‌التحصیل رشتهٔ تربیت بدنی از دانشگاه تهران است.

## افتخارات
مریم طوسی در سال ۱۳۸۶ رکوردهای دوی سرعت توران شادپور را پس از حدود ۳۰ سال شکست. مریم طوسی در پنجمین دورهٔ مسابقات دو و میدانی داخل سالن قهرمانی آسیا در شهر هانگژو چین، مدال طلای ۴۰۰ متر سرعت را دریافت کند. وی با طی کردن ۴۰۰ متر در مدت‌زمان ۵۳ ثانیه و ۸۵ صدم ثانیه، ضمن کسب گردن‌آویز طلا، رکورد ایران را ارتقا داد. این در حالی بود که او به‌دلیل قوانین موجود در کشور ایران، با پوشش اسلامی در مسابقه شرکت کرده‌بود. رکورد پیشین این ماده در اختیار همین ورزشکار با مدت زمان ۵۵ ثانیه و ۱۳ صدم ثانیه بود. جایزه‌ای که بابت شکستن رکورد زنان ایران به او داده شده‌بود قبلاً کمتر از ۵۰۰هزار تومان اعلام شد، درحالی‌که به دونده‌ای که در رشتهٔ مردان رکورد مشابهی را جابجا کرده‌بود یک اتومبیل اهدا شد.
وی در رقابت‌های جایزهٔ بزرگ آسیا در تایلند به مدال طلای مادهٔ ۴۰۰ متر دست یافت.
طوسی در رقابت‌های کشورهای اسلامی ۲۰۱۳ که در اندونزی برگزار شده‌بود، توانست در مسابقات ۱۰۰ متر و ۲۰۰ متر صاحب دو مدال طلا شود و رکورد ایران در این رشته را نیز ارتقا دهد.

## رکوردها
| ماده                   | رکورد   | تاریخ     | محل              | توضیح                                                           |
| ---------------------- | ------- | --------- | ---------------- | --------------------------------------------------------------- |
| ۱۰۰ متر                | ۱۱٫۴۵   | ۲۰۱۴      | تهران            | رکورد ایران                                                     |
| ۲۰۰ متر                | ۲۳٫۴۶   | ۲۰۱۲      | قزاقستان، آلماتی | رکورد ایران                                                     |
| ۴۰۰ متر                | ۵۲٫۹۵   | ۲۰۱۲      | بانکوک           | رکورد ایران                                                     |
| ۴ در ۴۰۰ متر امدادی    | ۳:۵۶٫۰۳ | ۲۰۰۶      | آلماتی           | رکورد ایران (همراه با لیلا ابراهیمی، مینا پورسیفی و زهره فرجام) |
| ۶۰ متر داخل سالن       | ۷٫۴۳    | ۲۰۱۴      | تهران            | رکورد ایران                                                     |
| ۴۰۰ متر داخل سالن      | ۵۳٫۸۵   | ۲۰۱۲      | هانگژو           | رکورد ایران                                                     |
| ۴ در ۴۰۰ متر داخل سالن | ۳:۵۶٫۳۴ | بهمن ۱۳۹۰ | ایران، مشهد      | رکورد ایران (همراه با لیلا ابراهیمی، بیتا حاجی و سپیده توکلی)   |